# ابراهیما کامارا (بازیکن فوتبال، زاده ۱۹۸۵)
ابراهیما کامارا (انگلیسی: Ibrahima Camara؛ زادهٔ ۱ ژانویهٔ ۱۹۸۵) بازیکن فوتبال اهل گینه است.
از باشگاه‌هایی که در آن بازی کرده است می‌توان به باشگاه فوتبال نانت، باشگاه فوتبال لو مان، باشگاه فوتبال اوپن، و باشگاه فوتبال پارما اشاره کرد.
وی همچنین در تیم ملی فوتبال گینه بازی کرده است.